# 伊犁种马场
伊犁种马场，是中华人民共和国新疆维吾尔自治区伊犁哈萨克自治州昭苏县下辖的一个乡镇级行政单位。

## 行政区划
伊犁种马场下辖以下地区：
农业一队村、农业二队村、农业三队村、农业四队村、农业五队村、牧业一队村和牧业二队村。